# Désirs de roi
Désirs de roi (en version originale : The King's Wishes) est une nouvelle de science-fiction à saveur humoristique écrite par Robert Sheckley.

## Publications
- États-Unis

La nouvelle est parue dans The Magazine of Fantasy & Science Fiction en juillet 1953.
- France

La nouvelle est parue dans le magazine Fiction n°4 en mars 1954 sous le titre Désirs de roi.